# Großer Breiberg
Der Große Breiberg (früher auch Breiberich) ist ein Berg im Siebengebirge, der auf dem Stadtgebiet von Bad Honnef liegt.
Der Gipfel des Berges erreicht eine Höhe von 312,9 m ü. NHN; sein Nachbar, der östlich gelegene Kleine Breiberg, ist dagegen nur 288 m hoch. Von seinem Gipfel blickt man auf den Drachenfels, die Wolkenburg, den Petersberg mit dem Bundesgästehaus und auf Bonn. Ein weiterer Aussichtspunkt östlich des Gipfels war der sogenannte Teufel(s)stein, ein Felsvorsprung zum Rhöndorfer Tal hin, der seit längerem zugewachsen ist. Der im Jahre 1873 angelegte Fußweg aus Richtung Rhöndorf ist steil und schmal und verläuft teilweise auf einem Grat. 1959 wurde ein Ringweg um den Breiberg angelegt.
Der Breiberg wird im Volksmund auch „Bri(e)berich“ genannt. Der Name bedeutet „breiter Berg“.

## Geologie
Am Breiberg ist Andesitlava schräg von Südosten her gangförmig aufgedrungen und bildet hier ähnlich einem Schichtkamm einen Felsgrat.